# António Gonçalves Correia
António Gonçalves Correia (São Marcos da Ataboeira, Castro Verde, 3 de Agosto de 1886 — Lisboa, 20 de Dezembro de 1967) foi um anarquista, vegetariano, ensaísta, poeta e humanista português. Fundador da Comuna da Luz, a primeira comunidade anarquista em Portugal, e dirigente da Comuna Clarão, foi também colaborador de vários jornais, como A Batalha, A Aurora e O Rebelde. Em 1916, fundou o semanário A Questão Social na vila de Cuba. Um ano depois publicou o opúsculo Estreia de um crente, tendo ainda vindo a publicar outra obra, A Felicidade de todos os Seres na Sociedade Futura.

## Biografia
António Gonçalves Correia nasceu na aldeia de São Marcos da Ataboeira, no concelho de Castro Verde, região do Alentejo. Viveu grande parte da sua vida em Beja. Caixeiro-viajante de profissão, foi detido em diversas ocasiões pela PIDE por se dedicar à produção de panfletos anarquistas, participar em publicações libertárias e pregar publicamente os seus ideais políticos. Sobre ele registam os arquivos da polícia política do antigo regime: «Vive em Beja. É um comunista perigoso, sendo considerado em todo o Alentejo, como organizador e orientador de todos os movimentos de caractér social. - Já esteve preso, por estar implicado nos tumultos sangrentos de 1918, em Beja. Sendo posto à disposição da 4ª divisão do Exército. ( Doctº 133F). É administrador do concelho maximalista, em Beja. (Doc. 285 F.16. 8.920). Em 2 de Dezembro de 1932.»
A Revolução é a minha namorada
Foi o idealizador da Comuna da Luz de inspiração tolstoiniana, localizada no "Monte da Comuna", o qual se situava na freguesia de Vale de Santiago do concelho de Odemira, entre o Rio Sado e a Ribeira de Campilhas. Há quem tenha afirmado que desta comunidade saiu um grupo de anarquistas, por ele liderados, que deu origem à revolta dos trabalhadores rurais do Vale de Santiago durante a crise de 1918, mas Gonçalves Correia não se encontrava sequer no local por altura dos acontecimentos.

## Sobre o pensador
Os conteúdos e as formas do pensamento, assim como as experiências comunitárias, de António Gonçalves Correia, mais do que nunca, devem ser objecto de um exercício de interpretação e de compreensão por todos aqueles que acolhem a filosofia e prática libertárias.
Em primeiro lugar, o pensamento e as formas de intervenção social de António Gonçalves demonstram à saciedade que a anarquia, enquanto um ideal, uma filosofia, uma ética e uma estética, é sempre possível de ser interpretada, explicada e vivida consoante cada indivíduo ou grupo que aspira à construção de uma sociedade sem deuses e sem amos. A visão tolstoiniana que António Gonçalves Correia tinha da anarquia leva-o a abraçar um tipo de anarquismo naturista e pacifista, numa época em que predominavam as teorias e as práticas do anarcocomunismo e do anarcossindicalismo. Não admira assim que a sua intervenção social fosse marginal no contexto dos movimentos sociais e do anarquismo que tinham maior expressão nas primeiras décadas do século XX em Portugal. Em segundo lugar, os exemplos comunitários de construção e de experimentação social anarquista no contexto das sociedades capitalistas, como foram os casos emblemáticos da Comuna da Luz, sediada em Vale de Santiago, entre 1917 e 1918, e a Comuna Clarão, sediada em Albarraque, entre finais da década de vinte e princípios da década de trinta do século XX, revelaram-se extraordinariamente importantes, na medida em que essas duas experiências se traduziram em modalidades práticas de utopias concretas. Essas experiências, ainda que tenham soçobrado e tenham sido atravessadas por uma série de contradições e conflitos, revelaram sobremaneira que não existe dissociação espácio-temporal entre reforma e revolução, entre teoria e prática, e sobretudo entre a utopia com um sentido histórico absoluto e a utopia com um sentido histórico relativo. Com esses tipos de experimentação social comunitária, António Gonçalves Correia e as outras pessoas que participaram nesse processo demonstraram quão difícil é traduzir na prática os princípios estruturantes da emancipação social: liberdade, fraternidade, amor e solidariedade. Em terceiro lugar, os exemplos subjacentes aos princípios e práticas do anarconaturismo e do anarcopacifismo que atravessaram a vida quotidiana de António Gonçalves Correia revestem-se de uma grande actualidade. Na verdade, quando hoje à escala mundial assistimos à destruição progressiva da natureza, com especial incidência na evidência empírica que nos é transmitido pela poluição atmosférica, camada do ozono, morte dos rios, florestas e mares, a atitude de António Gonçalves Correia em relação às espécies animais e vegetais é de uma força simbólica inimaginável."Comprar passarinhos que estavam prisioneiros nas gaiolas aos comerciantes que os vendiam nas feiras do Alentejo para depois os libertar", ou "desviar-se com a sua bicicleta dos caminhos percorridos pelas formigas para não as matar", são exemplos deste pensador de como nós devemos agir para se construir um equilíbrio ecossistémico entre todas as espécies animais e vegetais. São exemplos significativos que não basta lutar exclusivamente pelo fim da opressão e exploração entre os seres humanos, mas também contra a opressão e exploração destes sobre as outras espécies animais e vegetais.

## Obras
- Estreia de um Crente (1917)
- A Felicidade de todos os Seres na Sociedade Futura (1921)

## Leitura recomendada
- PIÇARRA, Constantino; MATEUS, Rui (2010). Beja: Roteiros Republicanos. Col: Roteiros Republicanos. Volume 6 de 16. Matosinhos: Quidnovi - Edição e Conteúdos, S. A. 128 páginas. ISBN 978-989-554-720-3